# George (Cabo Ocidental)
George é uma cidade da província do Cabo Ocidental, na África do Sul. A cidade é um dos mais populares destinos de férias e centro administrativo e comercial, a meio caminho entre a Cidade do Cabo e Guquebera, na Rota Jardim.
Está localizada em um planalto, entre as Montanhas Outeniqua, ao norte, e o Oceano Índico, a sul.

## História
A cidade de George foi criada como resultado da crescente demanda por madeira usada na construção, transporte e mobiliário. Em 1776 a Companhia Neerlandesa das Índias Orientais estabeleceu um posto avançado para a extração e exportação de madeira. Em 1795, com a criação da Colónia do Cabo pelos britânicos, foi nomeado um administrador geral das florestas para a área. Em 1811, George foi declarada um distrito separado e Adriaan Geysbertus van Kervel foi nomeado o primeiro magistrado (landdrost), com a cidade sendo estabelecida legalmente pelo Conde de Caledon, governador da Colônia do Cabo no Dia de são Jorge, em 23 de abril de 1811. Um dos primeiros atos de Van Kervel como magistrado foi encomendar a cava de um duto de abastecimento de água para garantir fornecimento e irrigação aos primeiros trinta e seis lotes agrícolas de George.
A partir de 1772, houve um gradual fluxo de colonos com intenção de se estabelecer em George. Eram, em sua maioria, descendentes dos colonos neerlandeses. Os colonos desenvolveram uma economia de subsistência, muito embora ainda sustentada na extração e exportação de madeira das ricas florestas nas proximidades.
Foi com a melhoria nas vias comunicação entre a Cidade do Cabo e Guquebera que houve melhor aproveitamento dos recursos da região.

## Economia
George tem uma sofisticada infra-estrutura, com bancos, instalações para conferências, empresas e centros de compras, de transporte e de instalações desportivas. A cidade é também um importante centro de hotelaria.
George tem inúmeras circuitos de golfe. O mais conhecido é o Fancourt Golf Estate, que sediou a Presidents Cup, em 2003, e é, muitas vezes, o anfitrião de importantes torneios de golfe.
George tem alguns marcos históricos e naturais relevantes:
- A Árvore escravo, um antigo Carvalho plantada pelo magistrado van Kervel, conhecido por causa da grande corrente e cadeado, declarada um monumento nacional.
- O prédio da Biblioteca Rei Eduardo VII do Reino Unido é um dos exemplos de arquitetura eduardiana em George.
- George é uma das bases de suporte para trilheiros que exploram o Parque Nacional Tsitsikamma.